# ارگو پراکسی
اِرگو پراکسی (ژاپنی: エルゴプラクシー هپبورن: Erugo Purakushī) عنوان یک مجموعه تلویزیونی انیمه موفق سایبرپانک و علمی-تخیلی ژاپنی به کارگردانی شوکُو موراسه و نویسندگی دای ساتو است، که توسط استودیوی منگلوب ساخته شده، و پخش آن از ۲۵ فوریه ۲۰۰۶ در شبکهٔ ماهواره‌ای WOWOW شروع شده و تا ۱۲ اوت ۲۰۰۶ ادامه داشت. موضوعات این سریال بیشتر در مباحث هوش مصنوعی، خودآگاهی، آزمون تورینگ، حکومت فیلسوفان افلاطونی، و فلسفه ذهن با زمینه علمی–تخیلی می‌باشد.
این مجموعه به دنبال ارائه مفهوم بسیار سنگین فلسفه و گنوسیسم و پیداکردن گره‌های زندگی بشری است و داستان را لایه‌به‌لایه مانند جورچین پیش می‌برد و در قسمت آخر به نحو حیرت‌انگیزی تکمیل می‌شود. به گفته کارگردان، فلسفه ساخت این انیمه، جواب به این پرسش است که ارزش انسان به ابزارها و وسایلی که در اختیار دارد است یا به نیروی درونی و عواطف و احساساتش بستگی دارد.

## داستان
داستان به سبک پسا-آخرالزمانی در آینده‌ای تاریک بعد از نابودی قسمت عمده نسل بشر به واسطه یک فاجعه اتمی آغاز می‌شود. تأثیر آشکار این فاجعه تغییرات سریع آب‌وهوا را به همراه داشت که به دلیل انفجارهای رشته‌ای در ذخایر ترکیب هیدرات متان بود. این رخداد در نیمه دوم سدهٔ ۲۱ میلادی اتفاق می‌افتد، و انفجارهای حاصل از این فاجعه موفق به از بین بردن ۸۵٪ از جمعیت انسان‌ها در سیاره شد. انسان‌ها به دلیل تغییرات زیست‌شناسی حاصل از بمب‌های اتمی در شهرهای سرپوش‌دار زندگی می‌کنند که توسط حباب‌هایی برای محافظت احاطه شده‌است. در این بین، برخی از انسان‌ها به یک فضاپیما غول‌پیکر در مَدار به نام ستارهٔ بومرنگ عقب‌نشینی کردند. اما در آنجا جای کافی برای همه انسان‌ها نبود، و کسانی که جا مانده بودند شرایط سختی را سپری می‌کردند.
انسان‌هایی که عقب‌نشینی کرده بودند پروژه‌ای جدید به نام «پراکسی» را آغاز کردند. آن‌ها تعداد ۳۰۰ پراکسی را زمانی که خودشان در آنجا حضور نداشتند، برای مراقبت و نگهداری از مناطق زمین خلق کردند. پراکسی‌ها دارای مقادیر باورنکردنی انرژی، قدرت زیاد، توانایی‌های مختلف و عملکردهای چشمگیری هستند. آن‌ها همچنین حاوی سلول‌های آمریتا هستند (برگرفته از آمبروزیا، نوشیدنی ایزدان یونانی) که سبب جاودانگی آن‌ها می‌شد. با این حال امواجی خاص با انرژی بسیار بالا قادر به از بین بردن سلول‌های آمریتا هستند. پراکسی‌ها نیز توانایی ایجاد چنین امواجی را دارند، و به همین سبب قادر به نابود کردن یکدیگر می‌باشند. پراکسی‌ها یک نقطه ضعف دیگر نیز دارند و آن تابش نور طبیعی خورشید است. اما این مسئله به‌طور طبیعی تهدیدی برای آن‌ها به‌شمار نمی‌رفت، از آن جهت که آسمان جهان مملو از ابرهای غبارآلود بود و اجازه عبور نور خورشید را نمی‌داد و همچنین پراکسی‌ها در مکان‌های گنبدی شکل زندگی می‌کردند. پس از خلق پراکسی‌ها، هر کدام وظیفه ساخت یک شهر و مکانی گنبدی شکل در آن با رحم مصنوعی را داشتند. آن‌ها به‌وسیلهٔ این رحم انسان‌هایی خلق می‌کردند تا در داخل آن زندگی کنند؛ بنابراین تعداد ۳۰۰ شهر/گنبد وجود داشت، که هر کدام به یک پراکسی اختصاص داشت. هر پراکسی برای اداره جامعه شهر خود آزادی عمل در دست داشت.
در این جامعه منظم، انسان‌ها در کنار یکدیگر زندگی می‌کنند و البته ربات‌هایی با نام «اُتُورایوز» به انسان‌ها جهت رفاه بیشتر کمک می‌کنند. انواع اصلی اُتُورایوز به دو نوع «همراه» و «همدم»، بسته به نقشی که ایفا می‌کنند تقسیم می‌شود. انواع دیگری نیز وجود دارند که برای مصارف تفریحی یا جنگی طراحی شده‌اند، و کاربرد کمتری دارند. یکسری از ربات‌هایی که توسط ویروسی با نام کاگیتو آلوده شدند شروع به قتل‌هایی در این محیط آرام و حساس می‌کنند. خانم کارآگاهی با نام ریئل مِیار به همراه ربات دستیارش با نام ایگی شروع به تحقیقات در مورد پیدا کردن منشأ این قتل‌ها می‌کنند. او با دو موجود ناشناخته و بسیار قدرتمند روبرو می‌شود، که بعدها پی می‌برد یک پراکسی در این امر دخیل بوده‌است. داستان با اضافه شدن وینسنت لا، مهاجری از شهر موسک که بطریقی با پراکسی در ارتباط است و بار گذشته‌ای محنت بار را به دوش می‌کشد پیچیده‌تر می‌شود، از طرف دیگر بزرگان شهر بر روی طراحی یک شبه انسان با نام پراکسی کار می‌کنند که به نظر آن‌ها راه نجات نسل بشر از مشکلات پیش رو است. وینسنت پس از اینکه مورد تعقیب قرار می‌گیرد، همراه با یک اُتُورایوز از نوع همراه به نام پینو، که به ویروس کاگیتو آلوده‌است برای مدتی در یک کمونی خارج از شهر زندگی می‌کند، اما در طی کشتار کومون توسط دفتر امنیتی، وینسنت آنجا را با هدف بازیابی خاطراتش به مقصد موسک، زادگاهش ترک می‌کند. در این بین ریئل مِیار نیز به او ملحق می‌شود تا حقیقت پشت پرده پراکسی و گنبدها را کشف کند.

## شخصیت‌های اصلی
ریئل مِیار (リル・メイヤー Riru meiyā)
صداگذاری شده توسط: ریی سایتو (ژاپنی); مگان هالینگزهد (انگلیسی)
بازرس ریئل مِیار، تجسم شخصیت جدی و مصمم، دختری نوزده ساله (همان‌طور که در نمودار شرح حال او در قسمت ۷ نشان داده شده‌است) از اداره اطلاعات شهروندی بورئو، مسئول بررسی یک سری قتل‌های وحشیانه است که ظاهراً توسط اُتُورایوزهای آلوده به ویروس کاگیتو انجام شده‌است. او همچنین نوهٔ داناو میار، نایب‌السلطنه رومدو است. با توجه به شرایط خاص و ممتازش، ریئل خواستار احترام از اطرافیانش است (در دوبلهٔ ژاپنی او وینسنت را با کلمهٔ «O-mae» خطاب می‌کند، ضمیری به معنای «تو» در زبان ژاپنی، که به‌طور معمول استفاده از آن در خارج از دایرهٔ دوستی بسیار بی‌ادبانه است). ریئل در نهایت وینسنت را در سفرش همراهی می‌کند تا در مورد پراکسی‌های مرموز و دلیل گرایش خود به سمت آن‌ها اطلاعات بیشتری به‌دست بیاورد. ظاهر ریئل شامل لباس‌های تیره، موهای مشکی همراه با سایه چشم آبی رنگ است.
وینسنت لا (ビンセント・ロウ Binsento rou)
صداگذاری شده توسط: کوجی یوسا (ژاپنی); لیام اوبرایان (انگلیسی)
مهاجری از شهر موسک که برای بخش کنترل اُتُورایوز رومدو کار می‌کند، که به منظور شکار و دفع اُتُورایوز آلوده راه‌اندازی شده‌است. او علاقه‌ای عاشقانه به ریئل میار دارد.
پینو (ピノ Pino)
صداگذاری شده توسط: آکیکو یاجیما (ژاپنی); ریچل هیرشفلد (انگلیسی)
یک اُتُورایوز از نوع همراه، دارای ذهنی همانند یک کودک که به ویروس کاگیتو آلوده‌است. پینو در اصل به رائول کرید و همسرش سامانتا تعلق داشت و پینو برای آن‌ها نقش فرزندی جایگزین را ایفا می‌کرد. او در اوایل داستان بسیار به وینسنت وابسته می‌شود و پس از فرار از خانه او را در سفرش همراهی می‌کند. پینو دارای موهای بلند ارغوانی، چشمانی سبز، فیزیکی شبیه به یک دختر بچه است، و لباس سرهمی خرگوش شکل صورتی رنگ به تن می‌کند. پینو همچنین اغلب در حال نواختن ساز ملودیکا دیده می‌شود. پینو غالباً به خودش به شکل سوم شخص اشاره دارد و ریئل مِیار را با نام «ریرو ریرو» صدا می‌زند.

## در رسانه‌ها

### انیمه
اِرگو پراکسی در ژاپن، از ۲۵ فوریه ۲۰۰۶ در شبکهٔ پخش ماهواره‌ای وائووائو شروع شد و در ۱۲ اوت ۲۰۰۶ به پایان رسید. سپس توسط ان‌بی‌سی یونیورسال ژاپن بر روی نه دی‌وی‌دی از ۲۵ مه ۲۰۰۶، الی ۲۵ ژانویه ۲۰۰۷ عرضه شد.

### مانگا
یک مجموعه مانگای اسپین‌آف تحت عنوان سنتسون هیچرز و آندرتیکر (センツォン・ヒッチャーズ&アンダーテイカー Sentson Hitchāzu & Andāteikā) به قلم یومیکو هارائو، از ۱۸ فوریه تا ۱۸ نوامبر سال ۲۰۰۶ در ماهنامه ساندی جین اکس از انتشارات شوگاکوکان منتشر می‌شد. فصل‌های آن در دو جلد تانکوبون جمع‌آوری شده‌اند، که در ۱۸ اوت ۲۰۰۶، و ۱۹ فوریه ۲۰۰۷ منتشر شدند.

## معادل‌های انگلیسی
1. ↑  Proxy Project (PP)
2. ↑  Amrita Cells
3. ↑  AutoReivs
4. ↑  Companion
5. ↑  Entourage
6. ↑  Cogito Virus
7. ↑  Iggy
8. ↑  Mosk
9. ↑  AutoReiv Control Division